# Stolnik, Kamnik
Stolnik este o localitate din comuna Kamnik, Slovenia, cu o populație de 120 de locuitori.